# 心包填塞
心包填塞（cardiac tamponade）又称心脏压塞，是指心包（包圍心臟的雙層膜囊）腔内累積大量液體，並且引起心包腔内压上升、心脏受压、顺应性降低，导致心室舒张期充盈受损、心搏量下降的状态。心搏量下降达临界水平时，代偿机制会衰竭，导致心排血量显著下降、循环衰竭而产生休克。
心脏填塞主要通过使用称为“貝克氏三病徵”的临床体征进行诊断。貝克氏三病徵于1935年由美国心胸外科医生克劳德·贝克（Calude Beck）博士首次描述，包含低血壓、頸靜脈怒張以及心音模糊且低沉。其症狀可能非常快速，也可能是漸進出現。心包填塞的一般症狀包含心因性休克會出現的現象，如呼吸困難、虛弱、頭重腳輕和咳嗽。其他的症狀可能和其深層的病因有關。
心包填塞常見的病因包含癌症、腎衰竭、胸腔損傷和心包炎。其他病因包括結締組織病、甲狀腺機能低下、主動脈破裂和心臟外科手術。在非洲，結核病是相對常見的病因。
診斷時若出現低血壓、頸靜脈擴張、心包摩擦音，或心音較弱，則可能懷疑為心包填塞。可由心電圖、胸腔X光攝影或心臟超音波佐證。如果液體累積的速度較慢，心包可以擴張至容納超過兩公升液體；然而，若累積速度較快，約200毫升液體即可引發心包填塞。
當心包填塞引起症狀時則需要進行引流。引流方法包含心包穿刺術、心包開窗術或心包膜切除術。進行引流對於排除感染或是癌症的可能性也相當重要。其他的治療方法包含給予多保他命（dobutamine），或針對血容量減少的病患給予靜脈輸液。對於那些症候較少且沒有危急徵象的病患，通常先密切追蹤即可。心包填塞的發生率不明，有一個美國的統計資料估算其發生率為每年每萬人兩起。